# Wieder auf der Reise (EP)
Wieder auf der Reise ist das 45. Extended-Play-Album des österreichischen Schlagersängers Freddy Quinn, das 1993 im Musiklabel Pilz auf Compact Disc (Maxi-Single, Nummer 440521-2) in Deutschland veröffentlicht wurde.

## Compact-Disc-Hülle
Auf der Compact-Disc-Hülle ist Freddy Quinn mit blau-weiß-längsgestreiftem Hemd und einer darüber getragenen Jacke zu sehen. Der Name „Freddy Quinn“ ist in großen roten Versalien über seinem Bild angegeben und in kleinen schwarzen Versalien steht darüber der Album-Name.

## Musik
Das Extended-Play-Album wurde von Joe Kirsten und Manfred Oberdörffer geschrieben.

## Titelliste
Die Compact Disc beinhaltet folgende drei Titel:
1. Wieder auf der Reise
2. Endlich einmal wohin ich will
3. Happy Birthday